# Тахтакупир (Каракалпакстан)
43°01′21″ пн. ш. 60°17′19″ сх. д. / 43.0225° пн. ш. 60.288611111111° сх. д.
Тахтакупир (кар. Taxtakwoʻpir; узб. Тахтакўпир, Taxtakoʻpir) — селище в Узбекистані, центр Тахтакупирського району Каракалпакстану.
Населення 15 022 мешканці (перепис 1989).
Розташоване на каналі Куванишджарма, за 53 км на схід від залізничної станції Чимбай.